# Ceuthomantis duellmani
Ceuthomantis duellmani is een kikker uit de familie Ceuthomantidae en werd voor het eerst wetenschappelijk beschreven door Barrio-Amorós in 2010. De soort komt voor in het zuidoosten van Venezuela op hoogtes van 1100 tot 1375 meter boven het zeeniveau.